# Florent Lacasse
Florent Lacasse, né le 21 janvier 1981 à Paris, est un athlète français d'un mètre 85, spécialiste du demi-fond (800 m).
Le 30 juillet 2011, à l'occasion de Championnats de France à Albi, il annonce au micro de Canal+ qu'il met un terme à sa carrière. Il est devenu préparateur physique pour le football et coach en entreprise.

## Palmarès
- Championnats du Monde Juniors d'athlétisme : 
  - 2000 : Santiago de Chili ( Chili) : Vice-champion du Monde Juniors sur 800m

- Championnats d'Europe d'athlétisme :
  - 2006 : Göteborg ( Suède) : Finaliste. Après son accélération aux 200 m et avoir atteint la troisième place, il craque dans les 100 derniers mètres et finit sixième.

- Championnats du monde d'athlétisme : 
  - 2003 : Paris ( France) : demi-finaliste sur 800
- Jeux olympiques :
  - 2004 : Jeux olympiques d'Athènes ( Grèce)